# Mas del Larrard Nou
El Mas del Larrard Nou és una masia de Reus (Baix Camp) situada a la partida de la Vinadera, entre el camí dels Morts i el camí del Castell, a la vora del Mas del Larrard Vell, al sud-est del Mas del Pier, i confronta amb el terme de Vila-seca. Havia estat propietat d'Evarist Fàbregas, i se'l coneix també com a Mas del Fàbregas.

## Descripció
El mas és una construcció de planta rectangular i volum senzill, amb dues plantes d'alçada i coberta amb terrat. L'interès del mas radica en la implantació del conjunt de construccions, de creixement lineal, a banda i banda, tancades per un mur, que genera un pati de grans dimensions. Gairebé totes les edificacions tenen entre una i dues plantes d'alçada, amb diferents tipus de cobertes, segons l'ús i l'època de construcció. Hi ha una bassa circular, que s'anomena la bassa del Fàbregas, ja que va ser construïda per Evarist Fàbregas quan n'era propietari. És una de les basses més grans del terme de Reus.
L'estat actual del mas i el conjunt, és bo, però denota manca de manteniment. Totes les construccions, velles i noves, queden tancades per un mur d'obra que genera una plaça interior. La bassa circular es manté bé.